# Keystone (Nebraska)
Keystone – jednostka osadnicza w Stanach Zjednoczonych, w stanie Nebraska, w hrabstwie Keith.